# SV Limburgia in het seizoen 1969/70
Het seizoen 1969/1970 was het 16e jaar in het bestaan van de Brunssumse betaaldvoetbalclub Limburgia. De club kwam uit in de Nederlandse Tweede divisie en eindigde daarin op de achtste plaats. Tevens deed de club mee aan het toernooi om de KNVB beker, hierin werd de club in de eerste ronde uitgeschakeld door Sparta (1–6).

## Wedstrijdstatistieken

### Tweede divisie
|       | AGOVV | Baronie | SC Drente | EDO   | EVV   | Gooiland | Heerenveen | Hermes DVS | NOAD  | PEC   | RBC   | Roda JC | Velox | FC VVV | Wageningen | ZFC   |
| ----- | ----- | ------- | --------- | ----- | ----- | -------- | ---------- | ---------- | ----- | ----- | ----- | ------- | ----- | ------ | ---------- | ----- |
| Thuis | 2 – 2 | 2 – 4   | 1 – 0     | 2 – 2 | 1 – 1 | 3 – 1    | 1 – 1      | 1 – 0      | 3 – 0 | 2 – 1 | 2 – 0 | 3 – 0   | 1 – 2 | 5 – 4  | 1 – 1      | 2 – 2 |
| Uit   | 0 – 1 | 3 – 2   | 2 – 1     | 0 – 3 | 0 – 1 | 1 – 3    | 2 – 0      | 7 – 0      | 2 – 1 | 5 – 1 | 3 – 1 | 0 – 2   | 0 – 0 | 0 – 1  | 5 – 1      | 0 – 0 |

### KNVB beker
| 1e ronde                                 | Limburgia       | 1 – 6 (1 – 2) | Sparta                                                                   |
| 14 december 1969 Plaats: Brunssum Venweg | Gène Gerards 4' |               | 30' Jørgen Kristensen 31' Peter de Quant 55', 63', 70', 85' Henk Bosveld |

## Statistieken Limburgia 1969/1970

### Eindstand Limburgia in de Nederlandse Tweede divisie 1969 / 1970
| Stand | Gespeeld | Gewonnen | Gelijk | Verloren | Punten | Doelpunten voor | Doelpunten tegen |
| ----- | -------- | -------- | ------ | -------- | ------ | --------------- | ---------------- |
| 8e    | 32       | 14       | 8      | 10       | 36     | 50              | 51               |

### Topscorers
| #      | Naam             | Goal |
| ------ | ---------------- | ---- |
| 1.     | Willy Coolen     | 17   |
| 2.     | Wiel Smeets      | 9    |
| 3.     | Emil Klostermann | 5    |
| 4.     | Ties Klinkers    | 4    |
| 5.     | Jan Beckers      | 2    |
| 5.     | Joop Deben       | 2    |
| 5.     | Anton Dormans    | 2    |
| 5.     | Jan Janssen      | 2    |
| 5.     | Jacques Maas     | 2    |
| 10.    | Wim Vrösch       | 1    |
| 10.    | Gène Gerards     | 1    |
| 10.    | Piet Hermans     | 1    |
| 10.    | Bert Isenborghs  | 1    |
| 10.    | Frans Stalman    | 1    |
| Totaal | Totaal           | 50   |

| #      | Naam         | Goal |
| ------ | ------------ | ---- |
| 1.     | Gène Gerards | 1    |
| Totaal | Totaal       | 1    |